# 静岡中対前橋中延長19回
静岡中対前橋中延長19回（しずおかちゅう たい まえばしちゅう えんちょう19かい）とは、大正15年（1926年）8月18日に阪神甲子園球場で行われた、第12回全国中等学校優勝野球大会の準々決勝第3試合、神静代表・静岡県立静岡中学校 対北関東代表・群馬県立前橋中学校の野球試合を指す。それまでの大会記録である延長16回（第6回大会の松山商対慶應普通部）を大きく上回る熱戦となった。この記録は第19回大会における中京商対明石中の延長25回の試合によって破られるまで続いた。

## 試合までの状況
両校とも二回戦からの出場。
前橋中は強豪第一神港商と対戦した。多数の選手が食あたりになっていた不運もあって前橋中絶対不利の下馬評だったが、終わってみれば6-1で完勝した。
静岡中はこれも強豪早稲田実と対戦した。早実は前日の一回戦で1安打完封したエース高橋を温存したのが祟り、9-2で静岡中が圧勝した。
今大会の二強を制した両校が、本試合で対戦することとなった。

## 試合経過
|        | 1 | 2 | 3 | 4 | 5 | 6 | 7 | 8 | 9 | 10 | 11 | 12 | 13 | 14 | 15 | 16 | 17 | 18 | 19 | R | H  | E |
| ------ | - | - | - | - | - | - | - | - | - | -- | -- | -- | -- | -- | -- | -- | -- | -- | -- | - | -- | - |
| 前橋中 | 3 | 0 | 0 | 2 | 0 | 0 | 0 | 0 | 0 | 0  | 0  | 0  | 0  | 0  | 0  | 0  | 0  | 0  | 0  | 5 | 15 | 9 |
| 静岡中 | 0 | 0 | 0 | 1 | 0 | 0 | 0 | 4 | 0 | 0  | 0  | 0  | 0  | 0  | 0  | 0  | 0  | 0  | 1x | 6 | 15 | 9 |

### 出場選手
| 前橋中 | 前橋中 | 前橋中     |
| 打順   | 守備   | 選手       |
| ------ | ------ | ---------- |
| 1      | [三]   | 江原政寿   |
| 2      | [捕]   | 片桐勝司   |
| 3      | [中]   | 唐澤三喜雄 |
| 4      | [右]   | 小黒秀二郎 |
| 5      | [投]   | 丸橋仁     |
| 6      | [遊]   | 菊川佳雄   |
| 7      | [一]   | 筒井英二   |
| 8      | [左]   | 植田茂     |
| 9      | [二]   | 関口善次郎 |

| 静岡中 | 静岡中 | 静岡中   |
| 打順   | 守備   | 選手     |
| ------ | ------ | -------- |
| 1      | [中]   | 戸崎舜弘 |
| 2      | [遊]   | 築地藤平 |
| 3      | [一]   | 国友正一 |
| 4      | [捕]   | 福島鐐   |
| 5      | [三]   | 田崎茂夫 |
| 6      | [左]   | 小河直人 |
| 7      | [投]   | 上野精三 |
| 8      | [二]   | 本多謙雄 |
| 9      | [右]   | 松浦幸雄 |

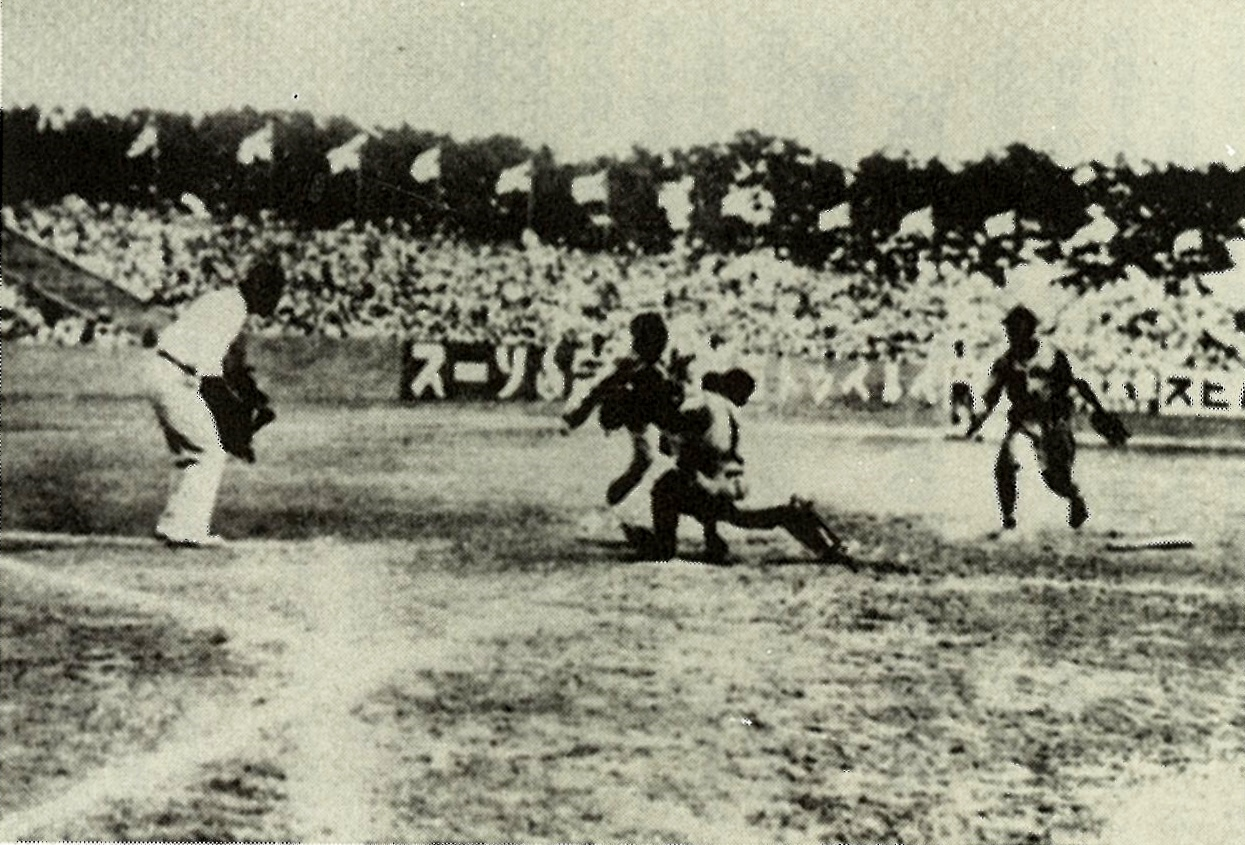
延長19回、静岡中がサヨナラのホームインを決めた瞬間

前橋中は静岡中のエース上野精三（のち慶應大・同監督）を打ち込んで4回表までに5-0としたが、静岡中は4回に1点、8回には打者9人の猛攻で4点を取って同点に追いついた。延長に入ってから前橋中は14回と17回の二死満塁、19回の一死二、三塁の好機をものにできず。対して静岡中は19回に前橋中のエース丸橋仁（のち横浜高商）を二死から攻めた。2番築地四球、3番国友が安打で続き、4番福島が中前へ運んだ。二走築地が三塁を蹴り、中堅からの送球を丸橋が中継してバックホーム。ところが送球が築地に当たってサヨナラとなった。試合時間4時間10分。
この試合の控え審判だった佐伯達夫は「19回でダメだったら引き分けにしようと決めた矢先だった」と後日述懐している。
なお、勝利した静岡中はこの大会で優勝している。

## 参考書籍
- アサヒグラフ増刊1978.8.1号『熱球にかけた青春の記録　甲子園大会60年の歩み』
- 朝日新聞社高校野球検定委員会監修『高校野球検定公式テキスト』第一刷　朝日新聞出版
- 歴代春夏甲子園メンバー表 100年大全集 廣済堂出版 ホームラン編集部 編
- 全国高等学校野球選手権大会100回史 朝日新聞出版 日本高等学校野球連盟 監修